# Taxe de vente du Québec
La taxe de vente du Québec (abrégée en TVQ) est la taxe sur la vente des produits et des services perçue par le Gouvernement du Québec. Depuis 2013, elle est fixée à 9,975 %.

## Taux
Avant 2013, elle était de 9,5 % et s'appliquait au prix du produit ou du service additionné de la TPS, qui valait 5 %. La combinaison (multiplicative) des deux taxes donnait ainsi 14,975 %. La valeur réelle de la TVQ était donc de 9,975 %. 
Le taux a été augmenté de 7,5 % à 8,5 % le 1er janvier 2011 et ensuite à 9,5 % le 1er janvier 2012.
À partir du 1er janvier 2013, la taxe de vente du Québec est harmonisée avec le régime de la TPS. Ainsi, la TVQ est calculée sur le prix excluant la TPS. Pour contrer les pertes de revenu encourues par le gouvernement québécois à la suite de cette modification, le taux de la TVQ a été porté à 9,975 %. Pour les consommateurs, la modification n'a aucun impact en termes de montant à débourser, puisque le taux combiné est identique à celui de 2012, soit 14,975 %.  Cependant, dans le cas où seule la TVQ est applicable, par exemple dans la vente d'un véhicule usagé, le consommateur doit débourser 0,475 % de plus qu'auparavant.

## Historique

### Régime antérieur (1940 à 1992)
Le premier régime de taxe est annoncé le 21 mai 1940 par le trésorier de la province, James Arthur Mathewson, à hauteur de 2 % des ventes de biens mobiliers. La loi établissant un impôt sur les ventes en détail est sanctionnée le 22 juin 1940 et le régime entre en vigueur le 1er juillet suivant. Cette taxe devait rapporter 4,5 millions de dollars dans sa première année, soit l'équivalent de 86 millions de dollars en 2022.

### Régime actuel (depuis 1992)

#### 1990-1992: Annonce initiale et report
Le 30 août 1990, le ministre des Finances du Québec Gérard D. Levesque fait une déclaration ministérielle à l'Assemblée nationale sur la réforme du régime de la taxe de vente. Il annonce plusieurs changements majeurs prévus pour le 1er janvier 1992:
- Le ministère du Revenu du Québec administre la TPS au Québec pour le compte du Gouvernement du Canada ;
  - Cette mesure, accompagnée du transfert d'un certain nombre d'employés fédéraux au gouvernement provincial assure une économie annuelle récurrente de 35 millions de dollars ;
  - Pour l'année 1991, Revenu Canada administre provisoirement la TPS au Québec.
- Un nouveau système de taxe de vente (appelé TVQ) est annoncé pour la même date, cette taxe remplace toute une série de taxes spécifiques :
  - L'ancienne taxe de vente de 9 % ;
  - Celle de 10 % sur les repas ;
  - Celle de 9 % sur les télécommunications ;
  - La taxe de 10 % sur les divertissements[11].
- La nouvelle taxe de vente prévoit également un mécanisme de remboursement de taxe sur les intrants (RTI, c'est-à-dire que les entreprises pourront récupérer la taxe de vente payée sur leurs achats).

L'entrée en vigueur de la TVQ et du protocole de perception de la TPS par le ministère du Revenu du Québec est reportée de 6 mois le 24 octobre 1991 à l'occasion d'une autre déclaration ministérielle de Gérard D. Levesque. Le report de l'introduction de la TVQ est contesté par les entreprises qui doivent attendre 7 mois de plus pour bénéficier du RTI.
À l'occasion du budget 1992 présenté le 14 mai 1992, Gérard D. Levesque annonce qu'un taux spécial à 4 % sera accordé aux services et aux immeubles. Le taux pour les biens demeure à 8 % tel qu'initialement annoncé.
La TVQ fut finalement introduite par le gouvernement libéral de Robert Bourassa le 1er juillet 1992 avec un système à deux taux (8 % pour les biens et 4 % pour les services) et instaurée dans la controverse. Le ministre du Revenu de l'époque, Yves Séguin, démissionna en protestation à l'adoption de cette taxe.
Le régime initial est marqué par plusieurs spécificités et taux différents qui complexifient son application par les entreprises:
- Il existe 4 taux distincts[note 1] sans compter les taxes spécifiques sur certains services[note 2];
- Un nouveau concept de fourniture non taxable crée une différence de traitement pour certains produits par rapport à la TPS ;

#### 1994-1995: Simplification du régime
Lors du budget 1994, André Bourbeau annonce l'abolition du régime de taux multiples, remplacées par un taux unique de 6,5 % pour tous les produits et services assujettis à la TVQ.
L'année suivante, Jean Campeau annonce dans son budget de mai 1995 une simplification du régime de la TVQ désormais appliquée à toutes les étapes de la production (le concept de fourniture non taxable est aboli). Le budget 1995 prévoit aussi possibilité d'un formulaire unique de déclaration TPS–TVQ avec possibilité de compensation entre les deux régimes. Enfin, les restrictions au RTI sur certains biens (véhicules routiers, carburants, électricité, services de téléphone et de communication) sont abolies:
- Pour les PME à partir du 1er août 1995 ;
- Pour les grandes entreprises à partir du 30 novembre 1996.

Cette dernière mesure est finalement reportée au 31 mars 1997 lors du budget suivant puis reportée indéfiniment dans le budget de 1997. Le même budget annonce également la hausse du taux de la TVQ de 6,5 % à 7,5 % à partir du 1er janvier 1998.

#### 2009-2012: hausses de taux
Le budget 2009 annonce une hausse d'un point de la TVQ, passant à 8,5 % à compter du 1er janvier 2011. Avant même l'entrée en vigueur de la hausse, le budget 2010 annonce qu'une hausse identique d'un point sera également imposée à compter du 1er janvier 2012, date à laquelle la TVQ passe à 9,5 %.

#### 2015: extension du RTI, maintien du taux
Le budget 2015 prévoit l'abolition des restrictions au remboursement de la TVQ aux grandes entreprises par étapes entre le 1er janvier 2018 et le 1er janvier 2021.
À l'automne 2015 le gouvernement Couillard, inspiré par le rapport Godbout, envisage une réforme fiscale prévoyant une baisse de l'impôt sur le revenu financée par la hausse de la TVQ de 9,975 % à 11 %,,. Le projet est abandonné le mois suivant après l'élection à Ottawa d'un gouvernement libéral majoritaire mené par Justin Trudeau.

#### 2018: adaptation au commerce électronique
Dans un contexte de croissance rapide des transactions sur Internet, le gouvernement annonce dans son budget de 2018 une réforme du cadre légal de la TVQ pour l'adapter au contexte du commerce électronique. Le gouvernement s'est inspiré des recommandations émises dans les travaux portant sur la lutte contre l'érosion de la base d'imposition et le transfert des bénéfices (BEPS) menées l'OCDE. Ainsi les fournisseurs étrangers devront percevoir la TVQ sur les services et biens incorporels fournis à des résidents du Québec, et les fournisseurs au Canada (hors Québec) seront tenus de la percevoir sur les ventes de biens meubles livrés à des résidents du Québec. La réforme suscite des interrogations notamment sur la capacité des services frontaliers de contrôler l'application de la réforme sans moyens supplémentaires.